# Jordi Mas
Jordi Mas (Illa, Rosselló, 1915 - Perpinyà, 1983) fou un mestre i poeta rossellonès.
Feu estudis clàssic l'escola Normal de Perpinyà i posteriorment exercí de mestre d'escola a París. Fou membre de la Resistència francesa. Acabà la seva carrera professional com a director d'escola a Perpinyà.
El 1971 participà en el curs de català organitzat pel Grup Rossellonès d'Estudis Catalans i el 1974 obtingué el primer guardó de poesia rossellonesa als Jocs Florals de la Ginesta d'Or. Fou Mestre en Gai Saber. Pel que fa a la seva obra, publicà el recull de poemes Camí ramader (1982).